# Сампи
Ͳ, ͳ или Ϡ, ϡ (название: сампи, др.-греч. σαμπί) — вышедшая из употребления буква греческого алфавита. В системе греческой алфавитной записи чисел имеет числовое значение 900.
Вероятно, происходит от более ранней буквы сан (Ϻ, ϻ).
Название «сампи» (греч. σαμπί), вероятно, недавнее. Первоначальное название буквы неизвестно.
Возможно, от буквы сампи произошла готская буква «сампи», которая использовалась лишь для записи числа 900.

## Юникод
В Юникоде архаический T-образный вариант буквы имеет кодовые позиции U+0372 для прописной (Ͳ) и U+0373 для строчной (ͳ), а более поздний вариант — позиции U+03E0 (Ϡ) и U+03E1 (ϡ).